# Алгоритм Полларда — Штрассена
Алгоритм Полларда — Штрассена однозначно находит разложение числа {\displaystyle n} на два множителя за {\displaystyle O(n^{1/4}\log ^{4}n)} арифметических операций. Сравним по скорости с методом квадратичных форм Шенкса, но, в отличие от него, требует выделение большого объёма памяти. Используется для ускорения вычислений второго этапа метода факторизации с помощью эллиптических кривых. Алгоритм основан на следующей теореме.

## Теорема
Пусть {\displaystyle z\in \mathbb {N} ,y=z^{2}}. Тогда для любого натурального числа t наименьший простой делитель числа НОД(t, y!) может быть найден за {\displaystyle O(z\log ^{2}z\log ^{2}t)} арифметических операций.
Доказательство теоремы сводится к возможности представить факториал произведением значений многочлена {\displaystyle f(x)=(x+1)(x+2)(x+3)\centerdot ...\centerdot (x+z)} в {\displaystyle z} точках, {\displaystyle y!=f(x_{1})\centerdot ...\centerdot f(x_{z})} . Для нахождения {\displaystyle z} значений многочлена быстрее, чем {\displaystyle z^{2}}, используется алгоритм быстрого умножения вектора на матрицу Вандермонда.

## Быстрое умножение вектора на матрицу Вандермонда
Быстрое умножение вектора {\displaystyle (a_{0},...,a_{n})^{t}} на матрицу Вандермонда эквивалентно нахождению {\displaystyle n} значений {\displaystyle x_{i}} многочлена {\displaystyle f(x)=a_{0}+a_{1}x+...+a_{n}x^{n}}. Метод быстрого нахождения {\displaystyle n} значений многочлена строится на том факте, что {\displaystyle a_{0}+a_{1}x+...+a_{n}x^{n}=f(x_{i}){\pmod {x-x_{i}}}}. Используя алгоритм быстрого умножения многочленов (а так же его модификацию операцию взятия по модулю многочлена), такой как Метод умножения Шёнхаге — Штрассена, применив парадигму разделяй и властвуй, за {\displaystyle O(log(n))} умножений многочленов (и операций по модулю многочленов) строится дерево, листьями которого будут многочлены (значения) {\displaystyle f(x){\pmod {x-x_{i}}}}, а корнем дерева будет многочлен {\displaystyle f(x){\pmod {(x-x_{1})(x-x_{2})\centerdot ...\centerdot (x-x_{n})}}}.

#### Пример
Пусть надо найти делитель числа {\displaystyle N=13\cdot 19=247}. Для этого нам нужно найти {\displaystyle \gcd([247^{1/2}]!{\pmod {247}},247)=\gcd(16!{\pmod {247}},247)=\gcd(104,247)=13}. При прямом вычислении 16! mod 247 потребуется 15 раз умножить числа и взять их модуль, что сопоставимо с прямым перебором всех возможных делителей. Однако на больших числах количество операций можно уменьшить как квадратный корень, используя алгоритм быстрого нахождения {\displaystyle N^{1/4}} значений многочлена. Действительно, рассмотрим многочлен {\displaystyle f(x)=x(x+1)(x+2)(x+3)} , тогда {\displaystyle 16!{\bmod {2}}47=f(1)f(5)f(9)f(13){\bmod {2}}47}. Степень многочлена {\displaystyle f(x)} равна {\displaystyle [N^{1/4}]}. Теперь покажем как за {\displaystyle log(N^{1/4})} операций умножения и взятия по модулю многочленов мы сможем вычислить значения многочлена в {\displaystyle N^{1/4}} точках 1, 5, 9 и 13. Для этого выполним {\displaystyle log(N^{1/4})} шагов и построим дерево:
I)  {\displaystyle f1:=f(x)\mod (x-1)(x-5)(x-9)(x-13)}
II) {\displaystyle f11:=f1\mod (x-1)(x-5)}
{\displaystyle f12:=f1\mod (x-9)(x-13)}
III){\displaystyle f111:=f11\mod (x-1)=24\mod 247}
{\displaystyle f112:=f11\mod (x-5)=198\mod 247}
{\displaystyle f121:=f12\mod (x-9)=24\mod 247}
{\displaystyle f122:=f12\mod (x-13)=208\mod 247}
Все вычисления полиномов производятся с помощью алгоритмов быстрого умножения полиномов в кольце вычетов {\displaystyle Z_{247}}. Последним шагом находим {\displaystyle \gcd(24\cdot 198\cdot 24\cdot 208\mod 247,247)=13}.

## Алгоритм
Положим {\displaystyle z=[n^{1/4}]+1,y=z^{2}>n^{1/2},t=n}. Далее с помощью алгоритма теоремы 1 найдем наименьший простой делитель числа НОД(n, y!). Поскольку y! делится на наименьший простой делитель p числа n (так как {\displaystyle p\leqslant n^{1/2}<y}), то алгоритм выдаст именно это число p.
Сложность алгоритма Полларда — Штрассена {\displaystyle O(z\log ^{2}z\log ^{2}t)=O(n^{1/4}\log ^{4}n)}.